# Francisque Ravony
Francisque Ravony, né le 2 décembre 1942 à Vohipeno, région de Vatovavy-Fitovinany est mort le 15 février 2003 à Soavinandriana, région d'Itasy est un avocat et homme d'État malgache. Il fut Premier ministre de Madagascar.

## Biographie
Maître Francisque Ravony, avocat au barreau de Madagascar fut une personnalité de premier plan à Madagascar dans les années 1980 et 1990. Le Président Albert Zafy le nomma Premier ministre de Madagascar en remplacement de son prédécesseur Guy Willy Razanamasy le 10 août 1993, après un vote à l'Assemblée nationale de Madagascar en sa faveur le 9 août 1993. Il assuma cette fonction jusqu'au 30 octobre 1995, date à laquelle il fut lui-même remplacé par son successeur Emmanuel Rakotovahiny.
En tant que Premier ministre, son gouvernement décida la dévaluation de la monnaie nationale. En janvier 1995, le premier ministre Ravony fit expulser le gouverneur de la Banque centrale de Madagascar et le ministre des Finances (ce dernier n'arrivant pas à contenir l'inflation galopante).
Francisque Ravony s'opposa au financement par des dépenses privées des projets du gouvernement. En vertu de la Constitution, le Président de la République ne pouvait pas démettre son Premier ministre et, comme l'Assemblée nationale n'était pas disposé à voter pour un amendement constitutionnel, la question de la modification de la Constitution par un référendum fut posée à la population. Le 17 septembre 1995, 63,56 % des citoyens adoptèrent cette réforme accordant le privilège au Président de démettre le Premier ministre à la place de l'Assemblée nationale en vigueur jusque-là. Francisque Ravony fut démis de ses fonctions le mois suivant les résultats de la consultation populaire, le 30 octobre 1995.
Francisque Ravony est mort de problèmes cardiaques à l'hôpital militaire de Soavinandriana le 15 février 2003.